# María Dolores de Cospedal García
María Dolores de Cospedal García (Madrid, 13 de desembre de 1965) és una jurista i política espanyola. Diputada al Congrés dels Diputats des de 2016 a 2018 era la presidenta del Partit Popular de Castella-la Manxa, des de 2006. Fou la secretària general del Partit Popular d'Espanya des del 2008 fins al 7 de novembre de 2018.
Va ser consellera de Transports i Infraestructures de la Comunitat de Madrid (2004-2006), senadora a les Corts Generals d'Espanya (2006-2011), diputada a les Corts de Castella-La Manxa (2007-2016) i presidenta de la Junta de Comunitats de Castella-la Manxa (2011-2015). A més, també va ser ministra de Defensa d'Espanya entre 2016 i 2018. És membre, des de 2011, del Club Bilderberg.

## Biografia
Nascuda a Madrid el 13 de desembre de 1965, es va criar a El Bonillo (Albacete, Castella-la Manxa) d'on és originària la seva família i on va viure fins als divuit anys. Divorciada d'un primer matrimoni, és mare d'un fill nascut el 2006 i es va casar en segones núpcies el 2009. Va mostrar interès per la política a l'edat de 17 anys quan va ingressar a les joventuts del Partit Reformista Democràtic, del qual el seu pare era membre.
És llicenciada en Dret per la Universitat CEU San Pablo de Madrid i el 1991 va ingressar per oposició al Cos Superior d'Advocats de l'Estat destinada al País Basc.
El 1992 va entrar a treballar als serveis jurídics del Ministeri d'Obres Públiques, Transports i Medi Ambient d'Espanya. Entre 1994 i 1996 va exercir d'advocada de l'Estat en cap al Ministeri d'Afers Socials. El 1997 es va convertir en assessora al gabinet del ministre de Treball i Afers Socials, Javier Arenas. El 1998 va ser designada consellera laboral i d'Afers Socials a l'Ambaixada espanyola als Estats Units d'Amèrica.
Va ser nomenada secretària general tècnica del Ministeri de Treball i Afers Socials el 1999. L'any 2000 va ser nomenada sotssecretària d'Administracions Públiques i, el 2002, sotssecretària del Ministeri de l'Interior.
Entre 2004 i 2005 va ser advocada de l'Estat al Tribunal Europeu de Drets Humans.
La presidenta de la Comunitat de Madrid, Esperanza Aguirre, la va nomenar consellera de Transports i Infraestructures de la Comunitat, responsabilitat que va exercir entre 2004 i 2006.
Va assolir la presidència del Partit Popular de Castella-la Manxa el juny de 2006 i al setembre del mateix any va ser designada senadora per les Corts de Castella-la Manxa, càrrec que va ocupar fins al 2011. A les Eleccions a les Corts de Castella-la Manxa de 2007 va encapçalar la candidatura del seu partit per Toledo i va resultar escollida diputada.
L'any 2008 va ser escollida secretària general del Partit Popular a nivell espanyol -amb Mariano Rajoy com a president del partit- i es va convertir en la primera dona en ocupar el càrrec. Des del juny del mateix any és vicepresidenta de la Fundació per l'Anàlisi i els Estudis Socials (FAES).
Tornà a ser elegida diputada autonòmica a les eleccions castellanomanxegues de 2011 i la victòria del Partit Popular als comicis la van dur a la Presidència de la Junta de Comunitats de Castella-la Manxa, càrrec que va ocupar fins al 2015. Des de 2011 pertany al Club Bilderberg.
L'operació Catalunya s'inicia a partir d'una reunió mantinguda el 26 d'octubre de 2012 entre el comissari del Cos Nacional de Policia d'Espanya José Manuel Villarejo, María Dolores de Cospedal] i el seu marit Ignacio López del Hierro. El 2013 es va fer públic el presumpte cas de finançament il·legal del Partit Popular conegut com a cas Bárcenas i segons les informacions publicades pel diari espanyol El País hauria rebut un total de 15.000 euros en sobresous no declarats a l'administració tributària procedents del suposat finançament il·legal del partit.
Es va presentar com candidata a les Eleccions Generals a les Corts Generales d'Espanya de 2015 i va ser escollida diputada per Toledo al Congrés de Diputats de la curta XI Legislatura (2016), que només va durar uns mesos deguda la impossibilitat del Congrés per escollir un president del Govern. Dissoltes les Corts Generals, va tornar a ser candidata a les eleccions de 2016 i de nou va ser escollida diputada de la XII Legislatura.
Quan Mariano Rajoy va ser investit per segona vegada president del Govern d'Espanya la va fitxar al Consell de Ministres i la va nomenar ministra de Defensa, càrrec del qual va prendre possessió el 4 de novembre de 2016. En el 19è Congrés del PP es va proposar per presidir el partit però no va passar de la primera volta. Després va donar suport a Pablo Casado, que va ser elegit per substituir Rajoy. El 7 de novembre de 2018 va deixar l'escó de diputada, com a conseqüència de la publicació de les converses amb l'excomissari Villarejo.
El 2019 va tornar a la seva feina prèvia a l'entrada en política com a advocada de l'estat i va ser designada a la Sala del contenciós administratiu del Tribunal Suprem.

## Distincions
- Dama del Reial Orde d'Isabel la Catòlica, gran creu (7 de maig de 2004).[13]